# خالد نور وولده نور خالد (مسلسل)
خالد نور وولده نور خالد مسلسل مصري عرض في رمضان 1445 هـ / 2024 تدورُ أحداثه في إطار كوميدي. بعد فشل خالد   (كريم محمود عبد العزيز)، مهندس الطاقة النووية، في تجربة المفاعل النووي والتي ترتب عليها ظاهرة غريبة، وبعد مرور سنوات على تلك الظاهرة؛ يظهر نور (شيكو) والذي كان يظن أن والديه توفيا، فتنقلب الأمور في حياة خالد ونور.

## قصة المسلسل
تدور أحداث مسلسل "خالد نور وولده نور خالد" فِي إطَارِ كومِيدِي ، تُحكى قصةُ مسلسل "خَالِدٌ نُورٌ وَوَلَدُهُ نُورٌ خَالِدٌ."، تدُورُ حول خالد نور، مُهَنْدِسِ الطاقَة النووِيَّة، الذِي يُشارِكُ في تَجْرِبَة عِلْمِيَّة تُغيِّرُ مَجْرَى حَياتِه.
فَبَعْدَ انْفِجارٍ غَامِضٍ في المَفَاعِل في عَامِ 2017، يَعُودُ الأَبُ وَالأُمُّ إلَى عَامِ 1994 بِعُمْرِ 5 سِنَوَاتٍ مَرَّةً أُخْرَى، كَمَا يَعُودُ ابْنُهُمَا نُورُ خالِدٍ بِنَفْسِ عُمْرِهِ الـ5 إلَى 1994 أَيْضًا. يُوضَعُ نُورُ خالِدٌ نُورُ فِي الْمَلْجَأ، وَيَسْتَمِرُ الخَطُّ الزَّمَنِيُّ فِي التَّقَدُّمِ، فَلِيَتَقِيَ خالِدُ نورُ بِزَوْجَتِهِ وَيَنْجَبَا طِفْلَهُمَا، وَيَسْتَمِرُ نورُ خالِدٍ نورُ فِي حَيَاتِهِ.
فِي عَامِ 2024، يَجِدُ خالِدُ نَفْسَهُ فَجْأَةً مُجْتَمِعًا مَعَ ابْنِهِ نُورِ فِي نَفْسِ الْعُمْر. يُصْبِحُ خالِدُ وَنُورُ فِي مُواجَهَةٍ مَعَ وَاقِعٍ جَدِيدٍ مَلِيءٍ بِالمُفَارِقَاتِ الكومِيدِيَّةِ وَالْمُوَاقِفِ الْمُحْرِجَةِ، بَيْنَمَا يَحَاوِلَانِ التَّأَقُّلُمَ مَعَ هَذَا الْعَالَمِ الْغَرِيبِ.
تُسْلِطُ قِصَّةُ مُسَلْسَلِ خالِدُ نورُ وَوَلَدِهِ نُورُ خالِدٍ الضَّوْءَ عَلَى التَّحَدِّيَاتِ الَّتِي يُواجِهُهَا الأَبُّ وَالابْنُ فِي إعَادَةِ بِنَاءِ عَلاقَتِهِمَا، بَيْنَمَا يَبْحَثَانِ عَنْ حَلٍّ لِفَكِّ اللُّغْزِ وَرَاءَ هَذِهِ الظَّاهِرَةِ الْغَرِيبَةِ.
يُقَدِّمُ الْمُسَلْسَلُ مَزِيجًا رَائِعًا مِنَ الْكومِيدِيَا وَالتَّشْوِيقِ، يُمْزِجُ الْمُسَلْسَلُ بَيْنَ الْكومِيدِيَا وَالدَّرَامَا الاجْتِمَاعِيَّةِ، حِيثُ يُقَدِّمُ مُوَاقِفَ طَرِيفَةً وَمُحْرِجَةً تُجْبِرُ خالِدَ وَنُورَ عَلَى التَّعَامُلِ مَعَ بَعْضِهِمَا الْبَعْضِ بِشَكْلٍ جَدِيدٍ. كَمَا يُنَاقِشُ الْمُسَلْسَلُ بَعْضَ الْقَضَايَا الاجْتِمَاعِيَّةِ الْمُهِمَّةِ مِثْلَ الْعُلاقَاتِ الْأُسْرِيَّةِ، وَالصَّدَاقَةِ، وَالْحُبِّ.

## طاقم التمثيل
- كريم محمود عبد العزيز (خالد نور)
- شيكو (نور خالد نور)
- آية سماحة (ياسمين)
- دنيا ماهر (غادة)
- شريف رمزي (بدر)
- حمزة العيلي (أشرف)
- دنيا سامي (يارا)
- محمد عبد العظيم (عبد الجواد)
- صلاح عبد الله (حضري (ضيف شرف))
- آدم وهدان (خالد (ابن نور))
- محمد أبو داوود (محمد)
- حنان سليمان (درية)
- ياسر الطوبجي (علمي)
- عبير فاروق (مرفت (والدة يارا))
- سليمان عيد (غندور ( ضيف شرف ))
- أحمد صيام (فريد عابدين ( ضيف شرف))
- إسماعيل فرغلي (صلاح (مدير خالد) )
- سامي مغاوري (ضيف شرف)
- مدحت الخطيب  (الأمين على)

## فريق العمل
- إنتاج: أمير شوقي ، محمد محسن
- تأليف: كريم سامي ، أحمد عبد الوهاب
- إخراج: محمد أمين

## روابط خارجية
- خالد نور وولده نور خالد على موقع IMDb (الإنجليزية)
- خالد نور وولده نور خالد على موقع قاعدة بيانات الأفلام العربية